# The Zombies
The Zombies va ser una banda de pop-rock britànica fundada a St Albans el 1961.
Els integrants eren: Rod Argent al teclat, Paul Atkinson a la guitarra, Chris White al baix i Hugh Grundy a la bateria, mentre que la veu la posava Colin Blunstone.
Tot i que mai van arribar la fama d'altres bandes britàniques, The Zombies són considerats un dels favorits de la crítica pels seus complexos arranjaments musicals i l'harmonia de les seves veus.
Alguns dels seus grans èxits van ser "She's Not There", "Tell Her No" i "Time of the Season".
El seu disc de 1968 Odessey and Oracle és considerat actualment un dels millors de l'època. Quan es va publicar la banda ja s'havia dissolt.

## Discografia

### Formació original
- 1965 - The Zombies (Estats Units)
- 1965 - Begin Here (Regne Unit)
- 1965 - Bunny Lake Is Missing - An Original Soundtrack Recording (alguns temes)
- 1968 - Odessey and Oracle

### Reunions posteriors
- 1991 - New World (grup format per Blunstone, White, Grundy i Sebastian Santa-Maria. Rod Argent participa només en el tema "Time of the Season").
- 2004 - As Far as I Ca See.....

### Recopilacions
- 1997 - Zombie Heaven (4CD)